# Ета аквариди
η-Аквариди су један од најзначајнијих метеорских ројева јужне хемисфере, мада су видљиви и са северне полулопте, до 45° северне географске ширине. Максимум активности је широк, висок ЗХР траје неколико дана. η-Аквариди су забележени у кинеским аналима још у 8. веку, а 1900. године је поуздано доказано да се ради о материјалу ослобођеном из Халејеве комете. Осим η-Акваридима, Халејева комета је матично тело и Орионидима, али се оба роја налазе релативно далеко од орбите Халејеве комете, тако да ЗХР не зависи од проласка комете у близини Земљине орбите, а честице које видимо су давнашње (рачунарски модели указују на то да η-Аквариди које сада видимо потичу од метеороида ослобођених најкасније 837. године).